# Nacaduba felsina
Nacaduba felsina är en fjärilsart som beskrevs av Waterhouse och Charles Lyell 1914. Nacaduba felsina ingår i släktet Nacaduba och familjen juvelvingar. Inga underarter finns listade i Catalogue of Life.